# 克瑞早熟禾
克瑞早熟禾（学名：Poa krylovii）为禾本科早熟禾属下的一个种。